# Кривошейцев Євген Юрійович
Євге́н Ю́рійович Кривоше́йцев (* 7 січня 1969, Одеса) — український скелелаз. Майстер спорту міжнародного класу. Триразовий переможець кубків світу. Перший український скелелаз, який показав результати світового рівня.